# Boscia pestalozziana
Boscia pestalozziana är en kaprisväxtart som beskrevs av Gilg. Boscia pestalozziana ingår i släktet Boscia och familjen kaprisväxter. Inga underarter finns listade i Catalogue of Life.